# Thomas Silva
Guillermo Thomas Silva (Maldonado, Uruguay, 30 de diciembre de 2001) es un ciclista uruguayo, miembro del equipo Caja Rural-Seguros RGA.

## Biografía

### Orígenes y infancia
Guillermo Thomas Silva Coussan nació en Maldonado, una localidad situada en Uruguay. Probablemente provenga de una familia de orígenes portugueses y franceses. Su primer apellido procede del oeste de la península ibérica, mientras que el segundo (Coussan) lo lleva principalmente en los Altos Pirineos.
Creció en un entorno muy ligado al mundo del ciclismo. Su abuelo Carlos Coussan, director de un club local, es un exciclista, al igual que sus tíos abuelos Niver y Leonel Coussan. Practica ciclismo desde los cinco años, a pesar de un breve interludio en el fútbol.

### Carrera amateur
En 2019, se proclamó bicampeón uruguayo junior (sub-19), en ruta y contrarreloj. Durante estos campeonatos fue descubierto por un técnico español, quien lo invitó a unirse a un club ibérico. Para su debut en Europa obtuvo una victoria en junio en Villalón de Campos y varios puestos de honor en carreras por etapas. Sus buenos resultados le permitieron ser seleccionado para el campeonato mundial juvenil de Yorkshire. Único representante uruguayo, ocupó el puesto 37 en la prueba de ruta y el 57 en la contrarreloj.
En enero de 2020 ganó por segundo año consecutivo la Vuelta Ciclista de la Juventud, reservada a corredores menores de veinte años. Luego regresó a España en 2021 como parte del equipo Previley-Coforma. Calificado como un corredor completo, ganó una etapa de la Vuelta a Salamanca y finalizó segundo en el Circuito Guadiana, prueba de la Copa de España Amateur.
Durante la temporada 2022 se coronó campeón uruguayo de ruta en la categoría élite y sub-23. También ganó tres veces en Europa. Tras sus actuaciones, ingresó en 2023 en el filial del equipo Caja Rural-Seguros RGA. Doble aspirante a campeón uruguayo, también se distinguió en territorio español por ser uno de los mejores ciclistas amateurs del país. Su regularidad le permitió conquistar la clasificación final de la Copa de España Amateur.

### Carrera profesional
Thomas Silva finalmente se convirtió en profesional en 2024 dentro del equipo Caja Rural-Seguros RGA, que le contrata por un periodo de dos años. En enero quedó tercero en el campeonato uruguayo de contrarreloj. Luego participó en el Gran Premio La Marsellesa, luego en la Vuelta a la Comunidad Valenciana. En esta última prueba destacó al participar en una escapada de seis corredores durante la tercera etapa. Aunque atrapado por el pelotón, aguantó y logró llegar a meta en octavo lugar, después de un sprint interrumpido por una caída.

## Palmarés
2022
- Campeonato de Uruguay en Ruta

2024
- 3.º en el Campeonato de Uruguay Contrarreloj
- 1 etapa de la Vuelta al Alentejo

2025
- 2.º en el Campeonato de Uruguay Contrarreloj
- Campeonato de Uruguay en Ruta
- 1 etapa del Gran Premio de Fronteras y la Sierra de la Estrella
- 1 etapa de la Vuelta al Lago Qinghai

## Equipos
- Caja Rural-Seguros RGA (2024-)